# Amphictyon
À ne pas confondre avec amphictyonie, une ligue de cités-États à vocation religieuse.
 (août 2024).
Si vous disposez d'ouvrages ou d'articles de référence ou si vous connaissez des sites web de qualité traitant du thème abordé ici, merci de compléter l'article en donnant les références utiles à sa vérifiabilité et en les liant à la section « Notes et références ».
Dans la mythologie grecque, Amphictyon (en grec ancien Ἀμφικτύων / Amphiktýôn) est le fils de Deucalion et Pyrrha, et le frère d'Hellen, Protogénie, et Pandore. Il est le troisième roi légendaire d'Athènes.

## Sources
- Pseudo-Apollodore, Bibliothèque [détail des éditions] [lire en ligne] (I, 7, 2 ; III, 14, 6).
- Pausanias, Description de la Grèce [détail des éditions] [lire en ligne] (I, 2, 6 ; I, 14, 3 ; V, 1, 4).